# Asens
Els asens (o assins, o asins) són els membres del grup àkan que parlen el dialecte asen, de la llengua homònima. Aquests viuen sobretot a la regió Central de Ghana. La ciutat d'Assin Foso és la capital del districte d'Assin. Hi ha 176.000 assina a Ghana.
El poble asen té dues subdivisions: els assin apemanims (o apimenems), que viuen a l'est de la línia de ferrocarril entre Cape Coast i Kumasi i que tenen la capital a la ciutat de Manso i els assin attendansus (o atandansos), que viuen a l'oest de la línia de ferrocarril i que tenen la citat de Nyankumasi com a capital.

## Situació territorial
Gran part del territori assen està situat a la regió Central de Ghana, tot i que també hi ha assens a les zones limítrofes de les regions Aixanti i Oriental. En el centre del seu territori hi ha la ciutat d'Assin Fosu. A l'extrem septentrional hi ha la ciutat d'Asin Bereku i a l'extrem meridional hi ha el poble de Fanti Nyankumasi. Dins del territori assen hi ha el Parc Nacional de Kakum.

## Llengua
Els asens tenen com a llengua materna el dialecte asen. Aquest és un dialecte de la llengua àkan.

## Religió
Segons el joshuaproject, el 80% dels asens són cristians, el 15% creuen en religions africanes tradicionals i el 5% són musulmans. La meitat dels asens cristians són protestants, el 30% són catòlics i el 20% pertanyen a esglésies independents. El 21% dels asens cristians segueixen moviments evangelistes. Segons el peoplegroups, la religió principal que professen els asens és un cristianisme marginal que, tot i que té formes cristianes, no es pot considerar cristianisme a nivell teològic.